# کوررنگی (نژادی)
کوررنگی (انگلیسی: Color blindness) در جامعه‌شناسی یک کوررنگی اجتماعی گونه ای از طبقه‌بندی نژادیست که در آن فرصت‌های اجتماعی به افراد بخصوصی محدود نشده است. جامعه ای که در آن با افراد براساس نژاد و رنگ پوستشان برخوردهای قانونی یا اجتماعی صورت نمی‌گیرد و درواقع رنگ افراد در آن موضوعیت ندارد و دیده نمی‌شود (کوررنگی). جامعه ای که در بحث نژادی دچار کوررنگیست حکومتی قوم‌گرا و طبیعی دارد که براساس نایل آمدن به برابری نژادی از هرگونه تبعیض خودداری می‌ورزد. این مسله در جریان جنبش حقوق مدنی سیاهپوستان آمریکا و جریانات ضدتبعیض گری بین سالهای دهه ۵۰ تا شصخت میلادی موضوعیت بسیاری داشت.
هدف از حرکات حقوق شهروندی سال ۱۹۶۴ در ایالات متحده نایل آمدن بر جامعه ای بود که انسان‌ها تحت حمایت قانون به‌صورت برابر زندگی می‌کنند و نژاد، رنگ، دین، جنسیت، و ملیت، آنها فاقد اهمیت در مناسک اجتماعیشان است. هدف اصلی مارتین لوتر کینگ این بود که روزی برسد تا مردم به واسطه شخصیت‌های فردیشان مورد قضاوت قرار گیرند نه براساس رنگ پوستشان.
این که آیا این فرایند در یک جامعه کوررنگ در ایالات متحده نتیجه بخش بوده یا اینکه کوررنگی سیاسی بازخورد بهتری در نیل به برابری نژادی دارد همواره مورد بحث بوده.